# The Parting Glass
The Parting Glass je skotská a irská lidová píseň, často zpívaná na konci oslav či posezení s přáteli. Údajně byla nejzpívanější písní na rozloučenou ve Skotsku, dokud Robert Burns nenapsal píseň Auld Lang Syne.

## Historie
Text písně byl poprvé vytištěn jako tzv. broadside (levný výtisk na jednom listu papíru) v 70. letech 18. století a zveřejněn v knize Scots Songs od Herda. První verze je někdy připisována Siru Alexu Boswellovi.
Na stejnou melodii se zpívá i irská píseň Sweet Cootehill Town, jejímž tématem je také loučení — emigrant odcházející do Ameriky se v ní loučí s domovem.